# Ialaneț, Berșad
Ialaneț (în ucraineană Яланець) este o comună în raionul Berșad, regiunea Vinnița, Ucraina, formată numai din satul de reședință.

## Demografie
Componența lingvistică a satului Ialaneț
     Ucraineană (98,89%)
     Alte limbi (1,07%)
Conform recensământului din 2001, majoritatea populației satului Ialaneț era vorbitoare de ucraineană (98,89%), existând în minoritate și vorbitori de alte limbi.